# میرمحمود موسوی
میرمحمود موسوی دیپلمات ایرانی و سفیر سابق ایران در هند و پاکستان است.
او که برادر میرحسین موسوی است، مدتی مدیر کل آسیای غربی وزارت امور خارجه ایران بود.

## سوءقصد
او شنبه‌شب ۱۸ اردیبهشت ۱۳۹۵ با سلاح سرد مورد حمله افراد ناشناس قرار گرفت. این سومین باری بود که وی مورد سوءقصد قرار می‌گرفت. وزیر کشور و نیز معاون قوه قضائیه از پیگیری این سوءقصد خبر دادند.

## واکنش‌ها
مشاورد میر حسین موسوی، اردشیر امیر ارجمند بعد از اظهار نظر اژه‌ای که این ترور را امری عادی نامیده بود، گفت: «ایشان به‌رغم جایگاه حقوقی که دارند، در رابطه با منتقدان جریان حاکم نظر مناسبی ندارند و ظاهراً مسئولیتی برای خودشان در حفاظت از جان و مال آنها احساس نمی‌کنند.»